# 小行星1295
小行星1295（1295 Deflotte）是一颗围绕太阳公转的小行星。1933年11月25日，路易·博耶在阿尔及尔发现了此天体。
該小行星以發現者的姪子德福羅特（Deflotte）命名。
这颗小行星的绝对星等为275.7817923980235等。